# Municipio de Orchard
El municipio de Orchard (en inglés: Orchard Township) es un municipio ubicado en el condado de Wayne en el estado estadounidense de Illinois. En el año 2010 tenía una población de 604 habitantes y una densidad poblacional de 6,29 personas por km².

## Geografía
El municipio de Orchard se encuentra ubicado en las coordenadas 38°31′24″N 88°38′14″O / 38.52333, -88.63722. Según la Oficina del Censo de los Estados Unidos, el municipio tiene una superficie total de 95.99 km², de la cual 95,49 km² corresponden a tierra firme y (0,52 %) 0,5 km² es agua.

## Demografía
Según el censo de 2010, había 604 personas residiendo en el municipio de Orchard. La densidad de población era de 6,29 hab./km². De los 604 habitantes, el municipio de Orchard estaba compuesto por el 97,52 % blancos, el 0,83 % eran asiáticos y el 1,66 % eran de una mezcla de razas. Del total de la población el 0,17 % eran hispanos o latinos de cualquier raza.